# Michelangelo Tilli

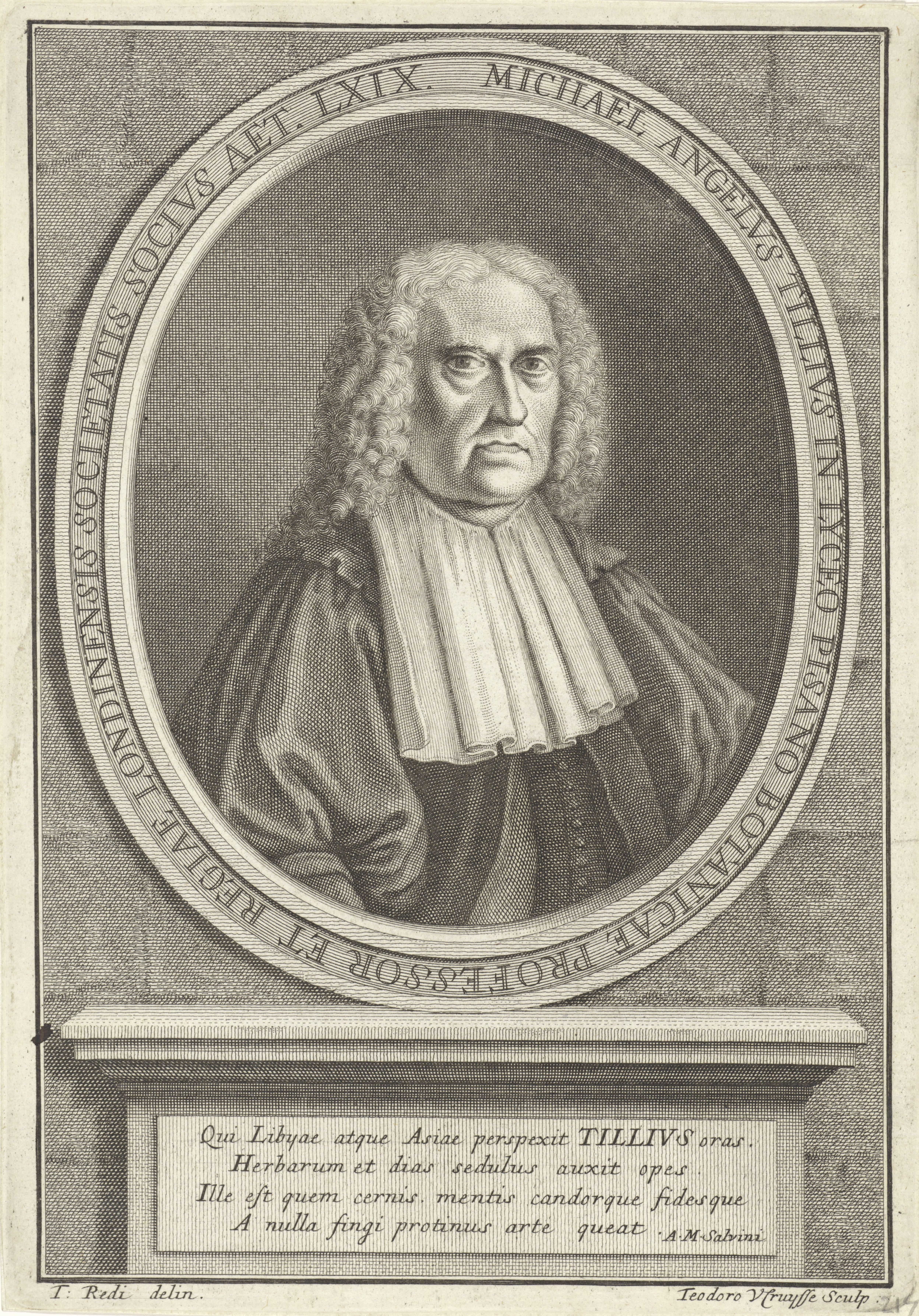
Michelangelo Tilli

Michelangelo Tilli (* 10. April 1655 in Castelfiorentino; † 13. März 1740 in Pisa) war ein italienischer Arzt und Botaniker.

## Leben und Wirken
Tilli war der Sohn von Desiderio Tilli und Lucrezia Salvadori.
1677 wurde er an der Universität Pisa Doktor der Medizin. Er eröffnete eine Praxis in Florenz und arbeitete von 1681 an als Arzt auf den Schiffsrouten die von Florenz nach Mallorca und Menorca führten.
1683 reiste er nach Konstantinopel und Adrianopel um den Schwiegersohn des Sultans Mehmed IV. zu behandeln. Während der Rückreise, die ihn durch das Ägäische Meer führte, machte er Aufzeichnungen zur Naturgeschichte der Ägäis.

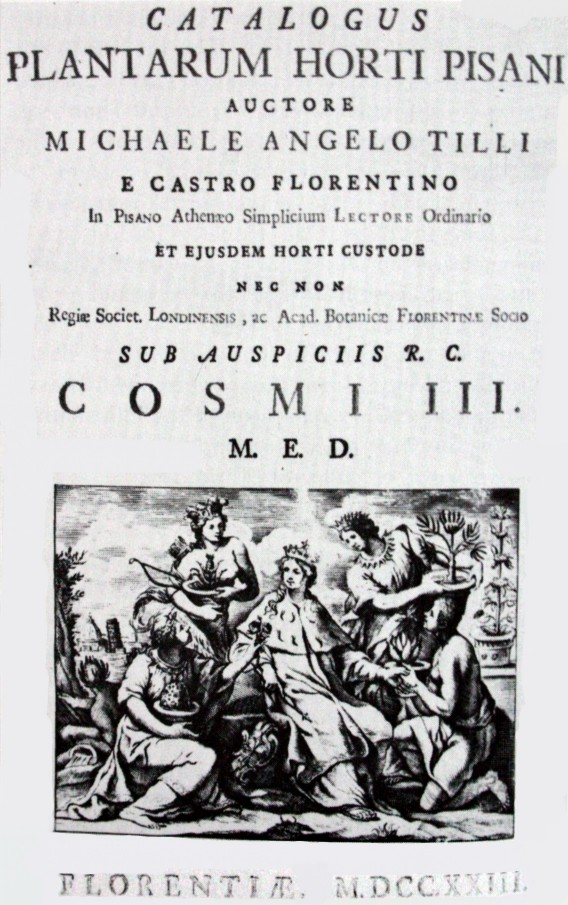
Catalogus Plantarum Horti Pisani

1685 wurde er als Nachfolger Pietro Natis (1624–1715) Professor für Botanik an der Universität Pisa und Leiter des von Luca Ghini gegründeten Botanischen Gartens von Pisa. Zur Erweiterung der Pflanzensammlung erhielt er von seinen Briefpartnern am Botanischen Garten in Amsterdam viele seltene Arten.
1723 veröffentlichte Michelangelo Tilli den Catalogus Plantarum Horti Pisani. Das Verzeichnis der im Botanischen Garten von Pisa kultivierten Pflanzen umfasst mehr als 4500 Einträge und ist dem Großherzog Cosimo III. de Medici gewidmet. 50 Arten des Kataloges sind mit Zeichnungen von Cosimo Mogalli illustriert.

## Ehrungen
Am 30. November 1708 wurde Tilli als Mitglied („Fellow“) in die Royal Society gewählt.
Pier Antonio Micheli benannte ihm zu Ehren die Gattung Tillaea der Pflanzenfamilie der Dickblattgewächse  (Crassulaceae). Carl von Linné übernahm später diesen Namen. Sie ist heute in die Gattung Dickblatt (Crassula) eingegliedert.

## Schriften
- Catalogus Plantarum Horti Pisani. 1723 (Digitalisat).